# Julius Robert

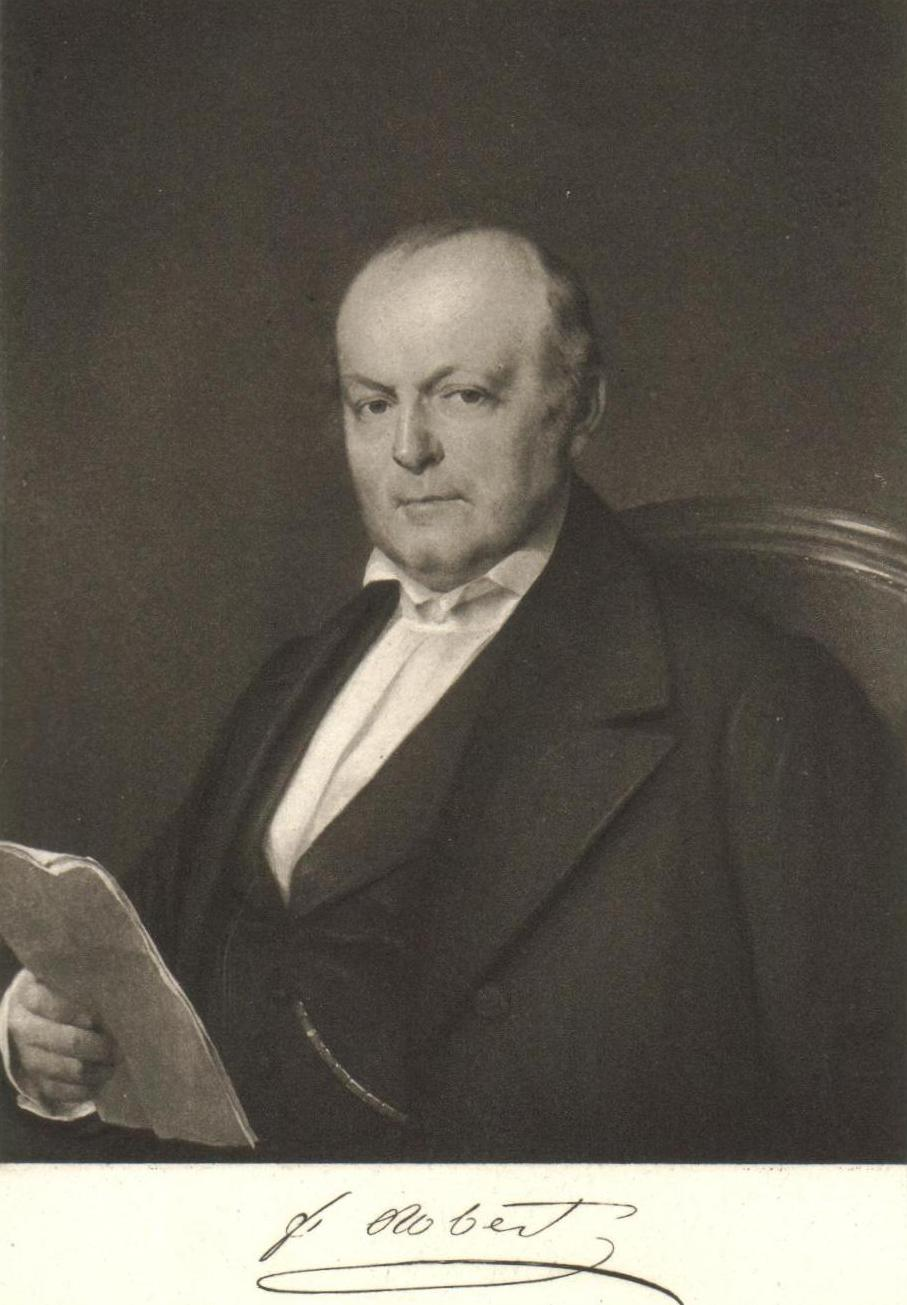
Julius Robert

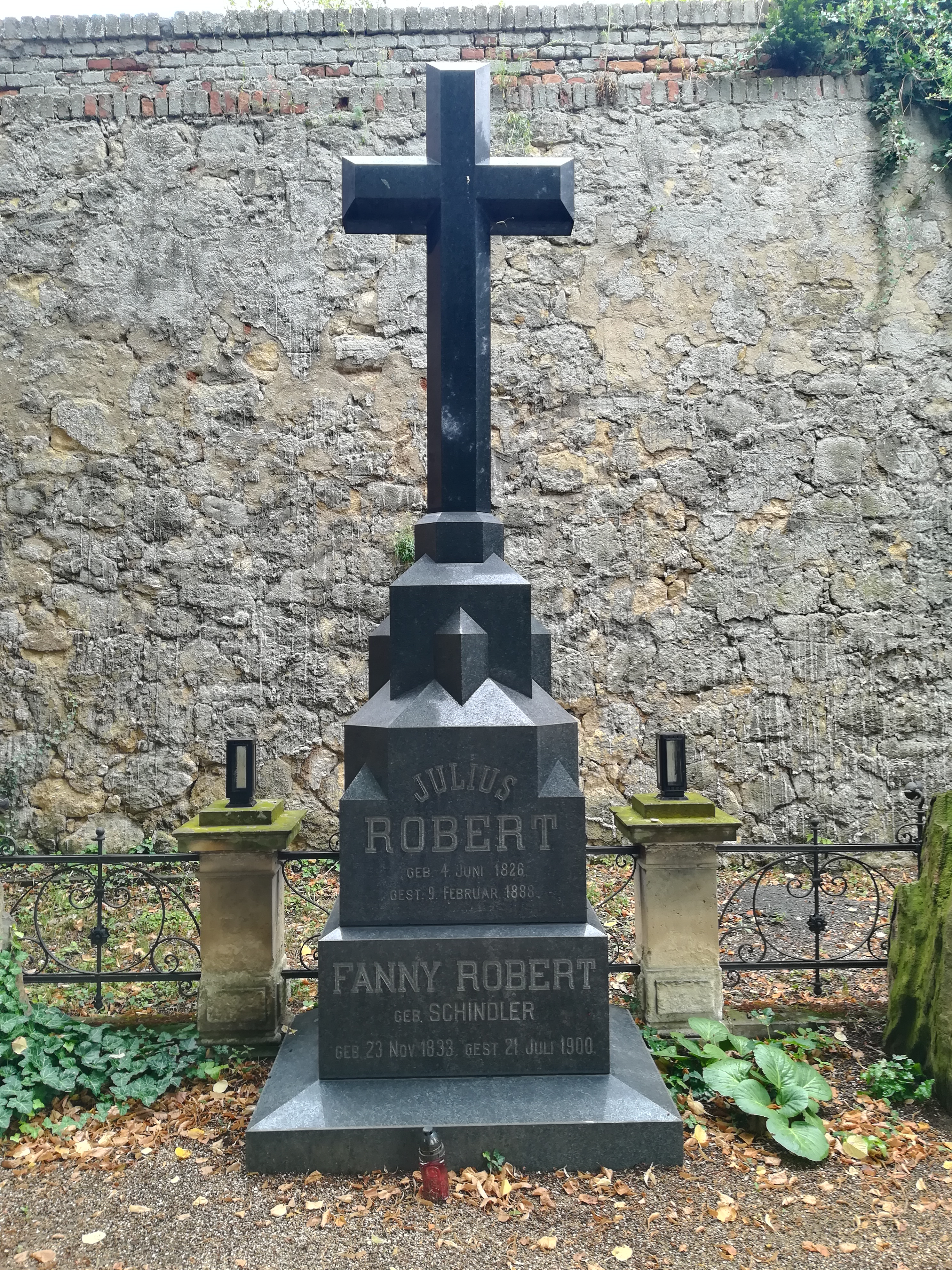
Grab von Julius Robert in Groß Seelowitz (Židlochovice)

Julius Robert (* 4. Juni 1826 in Himberg, Niederösterreich; † 9. Februar 1888 in Groß Seelowitz, Mähren) war ein österreichischer Chemiker und Industrieller.

## Leben und Wirken
Julius Robert war ein Sohn des Zuckerfabrikanten Florentin Robert (1795–1870). Von ihm stammt ein 1865 eingeführtes Diffusionsverfahren zur Saftgewinnung bei der Zuckerfabrikation aus Rüben. Er führte ein Mustergut in Mähren, auf dem er 1871 erstmals den Dampfpflug einsetzte.
Mit seinem Onkel Ludwig (ab 1855: Ludwig von Robert; 1792–1860) sowie dessen Sohn Paul von Robert († 1881, Alter: 39) verbanden ihn insbesondere durch das Großhandelshaus Robert & Comp. wirtschaftliche Interessen.
Julius Robert war der Schwiegervater des Pflanzenzüchters und Ökonomen Emanuel Proskowetz Ritter von Proskow und Marstorff d. J. (1849–1944), 1873–76 Leiter des Robert’schen Guts in Groß Seelowitz.